# Pərvin Abıyeva
Pərvin Abıyeva (* 17. Oktober 1990 in Ağdaş, Aserbaidschanische SSR, Sowjetunion) ist eine aserbaidschanische Schauspielerin.

## Biografie
Abıyeva studierte an der Aserbaidschanische Staatliche Wirtschaftsuniversität. Ihr Debüt gab sie 2012 in der Fernsehserie Həyat Varsa. Anschließend war sie 2013 in dem Film Qarabağnamə zu sehen. Im selben Jahr trat sie in 4.1 Şəhər Motivləri auf. 
2015 bekam sie in dem Film Ay Brilliant eine Hauptrolle. Ihre nächste Hauptrolle bekam Abıyeva in Yarımdünya. Unter abderem wurde sie 2018 für den Film Yanlış Anlama gecastet.

## Filmografie (Auswahl)
Filme
- 2013: Qarabağnamə
- 2013: Oğurlanmış Arzular
- 2015: 4.1 Şəhər Motivləri
- 2015: Ay Brilliant
- 2015: Yarımdünya
- 2017: Bir zamanlar Şəkidə
- 2017: Dəmir Qazan
- 2018: Yanlış Anlama

Serien
- 2012: Həyat Varsa
- 2014: İkinci Bahar
- 2015: Tufanlı səma
- 2017: Bacanaqlar: Şərikli Ev